# Gare de Pierre-Buffière
Gare de Pierre-Buffière – przystanek kolejowy w Pierre-Buffière, w departamencie Haute-Vienne, w regionie Nowa Akwitania, we Francji.
Jest przystankiem kolejowym Société nationale des chemins de fer français (SNCF), obsługiwanym przez pociągi TER Limousin.